# 朱自强
朱自强（1960年12月—），上海人，全日制工学博士研究生、教授。

## 生平
1983年毕业于复旦大学物理系，1990年4月参加工作，2010年12月加入九三学社。曾任华东师范大学副校长，2014年6月至2021年5月任上海师范大学校长。